# So Yi-hyun
So Yi-hyun (hangul: 소이현), właśc. Jo Woo-jung (hangul: 조우정; ur. 28 sierpnia 1984 w Jeonju) – południowokoreańska aktorka.

## Życiorys
Jej mężem jest aktor In Gyo-jin, za którego wyszła 4 października 2014 r. Kiedy nie byli jeszcze parą, razem zagrali w Aeja’s Older Sister, Minja (2008) i Happy Ending (2012). Ich pierwsze dziecko, córka, przyszła na świat 4 grudnia 2015 r. W październiku 2017 roku Yi-hyun urodziła drugą córkę.

## Filmografia

### Seriale
| Rok  | Tytuł                                                  | Rola                                       | Telewizja |
| ---- | ------------------------------------------------------ | ------------------------------------------ | --------- |
| 2003 | Yellow Handkerchief                                    | Yoon Na-young                              | KBS1      |
| 2003 | Fairy and Swindler                                     | Ji-na                                      | SBS       |
| 2003 | Punch                                                  | Oh Hae-mi                                  | SBS       |
| 2004 | April Kiss                                             | Jang Jin-ah                                | KBS2      |
| 2004 | Where Are Arrows We Shoot? (MBC Best Theater odc. 569) | Hee-young                                  | MBC       |
| 2005 | Resurrection                                           | Lee Kang-joo                               | KBS2      |
| 2006 | Special Crime Investigation: Murder in the Blue House  | Park Hee-young                             | KBS2      |
| 2006 | Hyena                                                  | Lee Jung-yoon                              | tvN       |
| 2008 | Before and After: Plastic Surgery Clinic               | Hong Ki-nam                                | MBC       |
| 2008 | Aeja’s Older Sister, Minja                             | Lee Chae-rin                               | SBS       |
| 2009 | Swallow the Sun                                        | Yoo Mi-ran                                 | SBS       |
| 2009 | Assorted Gems                                          | Gung Ryu-bi (Ruby)                         | MBC       |
| 2010 | Gloria                                                 | Jung Yoon-seo                              | MBC       |
| 2011 | Heartstrings                                           | Jung Yoon-soo                              | MBC       |
| 2012 | Glowing She                                            | Jeon Ji-hyun                               | KBS Drama |
| 2012 | Happy Ending                                           | Park Na-young                              | jTBC      |
| 2012 | Cheongdam-dong Alice                                   | Seo Yoon-joo                               | SBS       |
| 2013 | I Can Hear Your Voice                                  | Min Joon-gook’s lawyer (Cameo, odc. 1, 12) | SBS       |
| 2013 | Who Are You?                                           | Yang Shi-ohn                               | tvN       |
| 2014 | Three Days                                             | Lee Cha-young                              | SBS       |
| 2016 | Secrets of Women                                       | Kang Ji-yoo                                | KBS2      |
| 2016 | Entourage                                              | Cameo                                      | tvN       |
| 2016 | The Sound of Your Heart                                | –                                          | KBS2      |
| 2018 | Fates & Furies                                         | Cha Soo-hyun                               | SBS       |
| 2021 | Red Shoes                                              | Kim Gem-ma                                 | KBS2      |
| 2023 | My Happy End                                           | Kwon Yoon-jin                              | TV Chosun |

### Filmy
| Rok  | Tytuł                                | Rola           |
| ---- | ------------------------------------ | -------------- |
| 2004 | Father and Son: The Story of Mencius | Choi Hyun-jung |
| 2006 | Dark Forest                          | Kim Jung-ah    |
| 2006 | The Restless                         | Hyo            |
| 2013 | Top Star                             | Mi-na          |

### Programy rozrywkowe
| Rok       | Tytuł                                            | Telewizja  | Rola                                                 |
| --------- | ------------------------------------------------ | ---------- | ---------------------------------------------------- |
| 2004–2005 | Music Bank                                       | KBS2       | Prowadząca                                           |
| 2006      | Fly Shoot Dori                                   | KBS        | Kibic                                                |
| 2011      | It City: So Yi-hyun’s Taste of Indochina         | Olive      | Podróżnik                                            |
| 2013      | Section TV                                       | MBC        | Prowadząca                                           |
| 2013      | Running Man                                      | SBS        | Gość odc. 148                                        |
| 2014      | The Most Beautiful Days                          | MBC every1 | Prowadząca                                           |
| 2016–2017 | The Return of Superman                           | KBS2       | Członek obsady z córką In Ha-eun odc. 130-162 i 193  |
| 2018      | Same Bed, Different Dreams 2: You Are My Destiny | SBS        | Członek obsady odc. 31-115                           |
| 2019      | 이불쓰고 정주행                                  | O tvN      | Członek obsady odc. 31-115                           |
| 2020      | My First Social Life                             | tvN        | Prowadząca                                           |
| 2020      | 핑거게임                                         | tvN        | –                                                    |
| 2020      | What is Studying?                                | MBC        | Prowadząca odc. 25-49, 24 kwietnia – 20 października |
| 2020      | Food Bless You 2                                 | Olive      | Gość odc. 16                                         |
| 2020      | Salty Tour                                       | tvN        | Odc. 116–121, 30 czerwca – 4 sierpnia                |
| 2020      | Hometown Flex                                    | tvN        | Gość odc. 9–10                                       |
| 2020      | Running Man                                      | SBS        | Gość odc. 527                                        |
| 2021      | Sister Shoots                                    | IHQ        | Gospodarz programu                                   |
| 2021      | Whistle Stop                                     | MBC TV     | Gość odc. 11-12                                      |
| 2021      | Problem Child in House                           | KBS2       | Gość odc. 137                                        |
| 2023      | Oh Eun-young Game                                | ENA        | Sędzia                                               |

### Teledyski
| Rok  | Tytuł                                          | Artysta     | Przy.  |
| ---- | ---------------------------------------------- | ----------- | ------ |
| 2002 | 감기 (Cold)                                    | Lee Ki-chan | [ 29 ] |
| 2004 | Love Story                                     | G-fla       | [ 30 ] |
| 2006 | Tear of the Sun (태양의 눈물(Tear of the sun)) | KCM         | [ 31 ] |
| 2006 | 태양의 눈물                                    | KCM         | [ 32 ] |

## Nagrody i nominacje
| Rok  | Ceremonia                | Kategoria                                                | Nominowany                                       | Rezultat  |
| ---- | ------------------------ | -------------------------------------------------------- | ------------------------------------------------ | --------- |
| 2003 | SBS Drama Awards         | Nowa Gwiazda                                             | Punch                                            | Wygrana   |
| 2013 | Daejeon Drama Festival   | Nagroda za najlepszy występ                              | –                                                | Wygrana   |
| 2013 | MBC Entertainment Awards | Nagroda Doskonałości; W programach rozrywkowych, Kobieta | Section TV                                       | Wygrana   |
| 2013 | SBS Drama Awards         | Nagroda Doskonałości; Aktorka w miniserialu              | Cheongdam-dong Alice                             | Nominacja |
| 2014 | Asia Model Awards        | Nagroda Fashionistki                                     | –                                                | Wygrana   |
| 2014 | SBS Drama Awards         | Nagroda Doskonałości; Aktorka w miniserialu              | Three Days                                       | Wygrana   |
| 2016 | APAN Star Awards         | Nagroda Doskonałości; Najlepsza aktorka w serialu        | Secrets of Women                                 | Nominacja |
| 2016 | KBS Drama Awards         | Nagroda Doskonałości; Aktorka w dramie codziennej        | Secrets of Women                                 | Wygrana   |
| 2018 | SBS Entertainment Awards | Nagroda Doskonałości (sekcja show/talk)                  | Same Bed, Different Dreams 2: You Are My Destiny | Wygrana   |
| 2018 | SBS Entertainment Awards | Nagroda dla najlepszej rodziny z In Gyo-jin              | Same Bed, Different Dreams 2: You Are My Destiny | Wygrana   |
| 2019 | SBS Entertainment Awards | Nagroda DJ-a radiowego                                   | On My Way Home (Program radiowy)                 | Wygrana   |
| 2019 | SBS Drama Awards         | Nagroda Doskonałości; Aktorka w średniometrażowej dramie | Fates & Furies                                   | Nominacja |
| 2021 | KBS Drama Awards         | Nagroda Doskonałości; Aktorka w dramie codziennej        | Red shoes                                        | Wygrana   |